# Ермош, Владимир Романович
Владимир Романович Ермош — советский хозяйственный и политический деятель.

## Биография
Родился в 1933 году в селе Благодатное. Член КПСС.
Окончил Воронежский лесотехнический институт, ВПШ при ЦК КПСС.
В 1954—1958 гг. — военнослужащий Черноморского флота в Севастополе.
В 1962—1973 гг. — преподаватель, участник научных экспедиций по лесопроектированию и лесоустройству, директор лесного техникума в Великоанадольском лесу.
В 1973—1980 гг. — секретарь Волновахского райкома КП Украины.
В 1980—1990 гг. — первый секретарь Волновахского райкома КП Украины.
В 1990—2000 гг. — преподаватель Волновахского лесного техникума.
Делегат XXVII съезда КПСС.
Умер в 2022 году в Волновахе.

## Награды
- Орден Трудового Красного Знамени (дважды)
- Орден Знак Почёта